# Robb Stark
Robb Stark je fiktivní postava knižní série Píseň ledu a ohně a HBO seriálu Hra o trůny. V tomto seriálu jej ztvární skotský herec Richard Madden. Robb je nejstarší potomek Catelyn Stark (rozené Tully) a jejího manžela Eddarda „Neda“ Starka, tedy i dědic Zimohradu a budoucí strážce Severu. Má čtyři sourozence, Sansu, Aryu, Brandona a Rickona, a nevlastního bratra Jona (který je ale dle seriálu ve skutečnosti synem Eddardovy sestry Lyanny). V knižním díle Bouře mečů je zabit při takzvané Rudé svatbě, kdy jsou na svatební hostině masově povražděni všichni hosté, včetně jeho matky.

## Popis

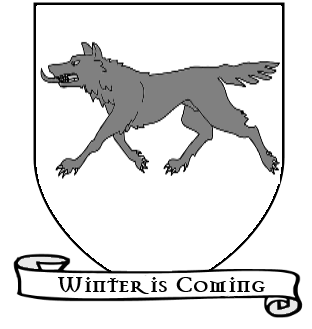
Erb rodu Starků

Robb se narodil roku 283 po Aegonově vylodění v Řekotočí, kde jeho matka Catelyn pobývala během Robertovy rebelie, které se účastnil i Robbův otec Eddard. V prvním díle knižní série je mu čtrnáct let. Je neustále doprovázen svým zlovlkem Šedým větrem. Když se Eddard přestěhuje do Králova přístaviště, aby zde vykonával funkci králova pobočníka, zůstane Robb na Severu a spravuje Nedovi země. Když ser Ilyn Payne na rozkaz mladičkého krále Joffreyho popraví Eddarda, korunuje se Robb králem Severu a místo přísahání věrnosti táhne do boje proti Lannisterům.
Samotnému Robbovi není věnována žádná z kapitol v knize, všechna jeho rozhodnutí i rozhovory jsou popisovány z pohledu jiných postav, například jeho matky Catelyn, která ho následovala i do bojů proti královským. Když byl Robb zabit, autor knižní série George R. R. Martin řekl, že Robba zabil, aby tak znovu udělal příběh nepředvídatelným, stejně, jako tomu bylo v případě popravy Eddarda Starka.
Rudá svatba byla inspirována masakrem v Glencoe.

## Historie postavy

### Hra o trůny
Když Eddard odejde do hlavního města Sedmi království, Králova přístaviště, stává se Robb vládcem Severu a pánem Zimohradu. Zakrátko se ale dozví, že byl jeho otec zajat. Považuje to jako zradu Roberta Baratheona a vydává se proto s armádou na jih; osvobodit otce. Když s armádou prochází Dvojčaty, musí slíbit, že si vezme jednu z dcer Waldera Freye a ten mu proto dovolí projít. Když projde přes Dvojčata, utká se s armádou Lannisterů, která obléhá Řekotočí a snadno ji porazí. Při boji se jeho vojákům podaří zajmout i Jaimeho Lannistera. Krátce nato je Eddard Stark popraven a Robb se nechává korunovat králem (nikoliv jen strážcem jako jeho otec) Severu.

### Střet králů
Robb pokračuje v sérii vítězství nad královskou armádou a získá přezdívku „Mladý vlk“. Pošle matku Catelyn sjednat dohodu s Renlym Baratheonem, se kterým se chtějí spojit pod podmínkou, že až si podmaní království, přenechá Sever Robbovi. Nicméně, Renly je zavražděn přízrakem, který vyvolala Rudá kněžka Melisandra z Ašaje a jeho armáda se rozprchla. Další možné spojenectví se Robb rozhodne hledat na Železných ostrovech, kam pošle Theona Greyjoye, chlapce, který vyrůstal jako svěřenec na Zimohradě. Theon má domluvit spojenectví s králem Železných ostrovů a jeho otcem, Balonem Greyjoyem. Theon ale Robba zradí a společně s otcem napadne Sever. Zabere Zimohrad a chce se zbavit i mrzáka Brana a mladšího Rickona, ti ale utečou a místo nich tak nechá zabít dva stejně staré chlapce. Nicméně, Robb si myslí, že jeho dva mladší bratři jsou mrtví.

### Bouře mečů
Během jednoho z útoků na západě je Robb zraněn. Ošetřuje ho půvabná Jeyne Westerling a on se do ní zamiluje. Aby nepošpinil její čest, poruší dohodu s Walderem Freyem a ožení se s ní. Mezitím Stannis prohrál rozhodující bitvu u Černovody a pomocí pokrevní magie, kterou zabil i Renlyho, proklíná soupeřící krále Joffreyho, Robba a Balona. Robb se s armádou stáhne a vrací se do Řekotočí, kde se účastní pohřbu hlavy rodu Tullyů, Hostera. Při návratu se dozví, že matka Catelyn propustila cenného vězně Jaimeho Lannistera, protože ho chtěla vyměnit za Sansu, která je od popravy Eddarda Starka držena v Králově přístavišti. Když se to dozví i Robbovi vazalové, jsou tím nepříjemně překvapení a Rickard Karstark se dokonce pokusí započít vzpouru. Vše se Robb pokouší napravit tím, že obnoví smlouvu s Freyi a slíbí, že si jeho strýc Edmure vezme jednu z Freyových dcer: Roslin. Walder Frey s Robbem souhlasí, ale požaduje, aby se osobně účastnil svatby i hostiny.
Při cestě do sídla Freyů, Dvojčat, se Robb dozvídá že Balon Greyjoy zemřel a všichni lidé z Železných ostrovů se sjíždí do své domoviny, aby se účastnili královolby. Rozhodne se tedy, že hned po svatbě odtáhne se svojí armádou zpět na Sever a dobude Zimohrad. I přes nesouhlas matky Catelyn ale sepíše dekret, v němž ustanovuje jako svého nástupce, v případě že by neměl dědice, nevlastního bratra Jona. Glejt pak svěří Galbartu Gloverovi a Lady Maege Mormont.
Nicméně, Walder Frey Robba i jeho rodinu zradil a na svatbě nechá pobít veškeré hosty, včetně Robbovy těhotné manželky. Samotného Robba zabil jeden z jeho vazalů: Roose Bolton. Je zabit i Robbův zlovlk Šedý vítr (později následuje i Brandonův zlovlk Léto a Rickonův Chundeláč). Později se této události říká „Rudá svatba“.

## Televizní adaptace
Život postavy Robba Starka je téměř stejný jak v knižní sérii, tak v seriálu. Nicméně, v seriálu je Jeyne Westerling nahrazena léčitelkou z Volantisu Talisou Maegyr. I Talisa, v době Rudé svatby těhotná, je ale zabita.